# Clubiona riparia
Clubiona riparia es una especie de araña araneomorfa del género Clubiona, familia Clubionidae. Fue descrita científicamente por L. Koch en 1866.
Habita en Rusia (Urales al Lejano Oriente), Mongolia, China, Japón y América del Norte (Alaska hasta Terranova, hacia el sur a Nuevo México y Maryland). Suele habitar en lagos, pantanos y lodazales, además frecuenta los bosques de coníferas y caducifolios.